# Cyrtandra dissimilis
Cyrtandra dissimilis är en tvåhjärtbladig växtart som beskrevs av Charles Baron Clarke. Cyrtandra dissimilis ingår i släktet Cyrtandra och familjen Gesneriaceae. Inga underarter finns listade i Catalogue of Life.